# سيد عبد الرازق
سيد محمد عبد الرازق (ولد في محافظة أسيوط في 23 سبتمبر 1985) شاعر وكاتب مسرحي مصري. حصل على جائزة البردة في فئة الشعر الفصيح مرتين، وجائزة الأمير عبد الله الفيصل العالمية في مجال الشعر المسرحي سنة 2020، وجائزة الشارقة للإبداع العربي في مجال المسرح سنة 2021.

## سيرة مختصرة
ولد سيد محمد عبد الرازق في الوليدية، أسيوط في 23 سبتمبر 1985، وبدأ اهتمامه بالشعر والخطابة منذ الصغر. حصل على درجة البكالوريوس في العلوم الطبية البيطرية من جامعة أسيوط، وعمل طبيبًا بيطريًا.
كان عضوًا بنادي أدب كلية الطب بين عامي 2003 و2013، وسكرتيرًا لنادي أدب قصر ثقافة أسيوط في دورة 2015/2017. شارك في عدد من الأنشطة التطوعية والمبادرات، كتعليم العَروض وورش العمل واكتشاف المواهب، وأطلق بالتعاون مع نادي القصة بأسيوط جائزة تحمل اسمه لشعر الفصحى والعامية المصرية.
صدر عنه كتاب تعريفي من أكاديمية الشعر العربي بالمملكة العربية السعودية للفائزين بجائزة عبد الله الفيصل سنة 2020 م، كما أضيفت سيرته إلى موسوعة أعلام أسيوط التي تصدرها جامعة أسيوط في مجلدها السادس الصادر سنة 2015 م.

## أعماله المنشورة

### الشعر
له ستة دواوين شعرية منشورة، هي:
- ويرسمها الدخان (المركز الأدبي للتنمية الثقافية بأسيوط، 2014)[11]
- أخيرا تصمت الزرقاء (المركز الأدبي للتنمية الثقافية بأسيوط، 2014)[11]
- نيرفانا (الهيئة العامة لقصور الثقافة، 2015)[11]
- وحدها في الغرفة (وكالة أمواج للإعلان، 2016)[17][18]
- يقامر شعره (الهيئة العامة لقصور الثقافة، 2019)[18][19]
- كانڨاس (دار إبهار للنشر والتوزيع، 2022)[20][21][22]

### مسرحيات

#### مسرحيات منشورة
- العابر: المسرحية الفائزة بجائزة الشارقة للإبداع العربي (فرع النص المسرحي) سنة 2021.[23]

#### مسرحيات وأوبريتات عُرضت مسرحيًا
- سلام سلاح (مسرحية): تم تقديمها على مسرح قصر ثقافة أسيوط (2022).[24]
- أنشودة السلام (أوبريت): عُرض على مسرح جامعة أسيوط سنة 2022.[25]
- "دو... يك" (مسرحية من فصل واحد)، قُدّمت على مسرح قصر ثقافة أسيوط سنة 2022.[26]
- أبجدية الحب (أوبريت): قُدم على مسرح جامعة أسيوط سنة 2021.[27]
- حتى لا يموت الزيتون (أوبريت): قُدم على مسرح جامعة أسيوط سنة 2019.
- رسول الله محبةً وسلامًا (أوبريت): قُدم على مسرح النيل بجامعة أسيوط سنة 2019.

كما وضع العديد من أشعار العروض المسرحية التي عُرضت على مسارح وزارة الثقافة المصرية وجامعة أسيوط وغيرها، ومنها:
- عرض "إنهم يعزفون"، من تأليف محمود الحديني لفرقة قصر ثقافة أحمد بهاء الدين المسرحية (قُدم على مسرح الهناجر ضمن المهرجان الختامي لفرق الأقاليم في دورته الخامسة والأربعين سنة 2022).[28]
- عرض "فندق الأحلام" تأليف ماير عصام، لفرقة سوهاج القومية المسرحية 2022.[29]
- عرض "وادي الظلال" تأليف أندرو إسحق سنة 2020.[30]
- عرض "قلعة النساء"، المأخوذ عن نص "نساء شكسبير"، تأليف سامح عثمان، ومسرحية "س ح م"، المأخوذة عن نص "الفلنكات"، لأحمد يوسف، وقُدم كلاهما بمهرجان إبداع المسرحي التاسع بجامعة أسيوط.[31]
- عرض "المخزن" تأليف حمادة عثمان.[32]
- عرض "حريم النار" تأليف شاذلي فرح.[33]
- عرض "مملكة السكر" (للأطفال) تأليف ناظم نور الدين.[34]
- عرض "خليك جميل ومبتسم" تأليف سيلينا سمير[35] (حاز جائزة الدولة للمبدع الصغير).[36]
- أغنية "أسيوط" (نتاج ورشة "ابدأ حلمك" بوزارة الثقافة)، قُدمت بدار الأوبرا المصرية سنة 2020.[37]

### مشاركة في كتب مشتركة
- سيناء اختيار المستقبل (وزارة الدفاع المصرية، 2014)[18]
- ملامح الجنوب (جامعة أسيوط، 2007)[18]

## الجوائز
- جائزة المونودراما من مهرجان شرم الشيخ الدولي للمسرح الشبابي (الدورة السابعة 2022)، عن نص "راقص الفلامنكو".[38]
- جائزة "فلسطين وطن وقضية"، عن الهيئة العامة للشباب والثقافة، وزارة الثقافة الفلسطينية عن قصيدة "أُهدي ملامحي للأرض" (2022).[39]
- جائزة أشعار مهرجان إبداع المسرحي لجامعة أسيوط (ثلاث دورات متتالية: 2019، 2021، 2022).
- جائزة الشارقة للإبداع العربي، فرع النص المسرحي عن مسرحية «العابر» (الدورة الرابعة والعشرون، 2021)[40][41]
- جائزة الأمير عبد الله الفيصل العالمية، فرع الشعر المسرحي عن مسرحية «البيدق الأخير» (أكاديمية الشعر العربي، المملكة العربية السعودية، 2020)[42]
- جائزة وزارة الثقافة المركزية في شعر الفصحى (وزارة الثقافة، مصر، مايو 2019)[19]
- جائزة الحرية للأسرى، فرع القصيدة الشعرية (هيئة شؤون الأسرى والمحررين، فلسطين، 2017)[43]
- جائزة البردة، الدورة الرابعة عشرة، في مجال الشعر الفصيح (وزارة الثقافة والشباب وتنمية المجتمع، دولة الإمارات العربية المتحدة، 2016)[44]
- جائزة البردة، الدورة الثانية عشرة، في مجال الشعر الفصيح (وزارة الثقافة والشباب وتنمية المجتمع، دولة الإمارات العربية المتحدة، 2014)[45]
- جائزة أحمد مفدي العربية للشعر ونقده، جائزة تقديرية (حلقة الفكر المغربي، فاس، المملكة المغربية، 2015).[46]

## وصلة خارجية
- صفحة الشاعر على موقع التبراة